# نوازش
نوازش یکی از شکل‌های ممکن ارتباط غیرکلامی در انسان است که بیشتر با دست انجام می‌شود، یا ممکن است با انگشتان فردی یا با بازو، پای برهنه با فرد دیگر یا به آرامی با کل پا، گونه‌ها، دهان یا سر و موهای آن فرد و همچنین با اشیاء سبک مانند پر یا پارچه، با فرد دیگر صورت گیرد. در تمام این حالت‌ها لمس ملایم، مستقیم یا غیرمستقیم بدن که به منظور ابراز محبت است و از طریق حس لامسه پوست درک می‌شود. نوازش بر حوزه عاطفی اجتماعی ارتباط بین فردی تأثیر می‌گذارد، اما بین انسان و حیوان نیز اتفاق می‌افتد.
بسته به فرهنگ، هنجارهای اجتماعی متفاوتی در مورد اهمیت و پذیرش نوازش به ویژه در دید عمومی وجود دارد.

## اشکال بیان

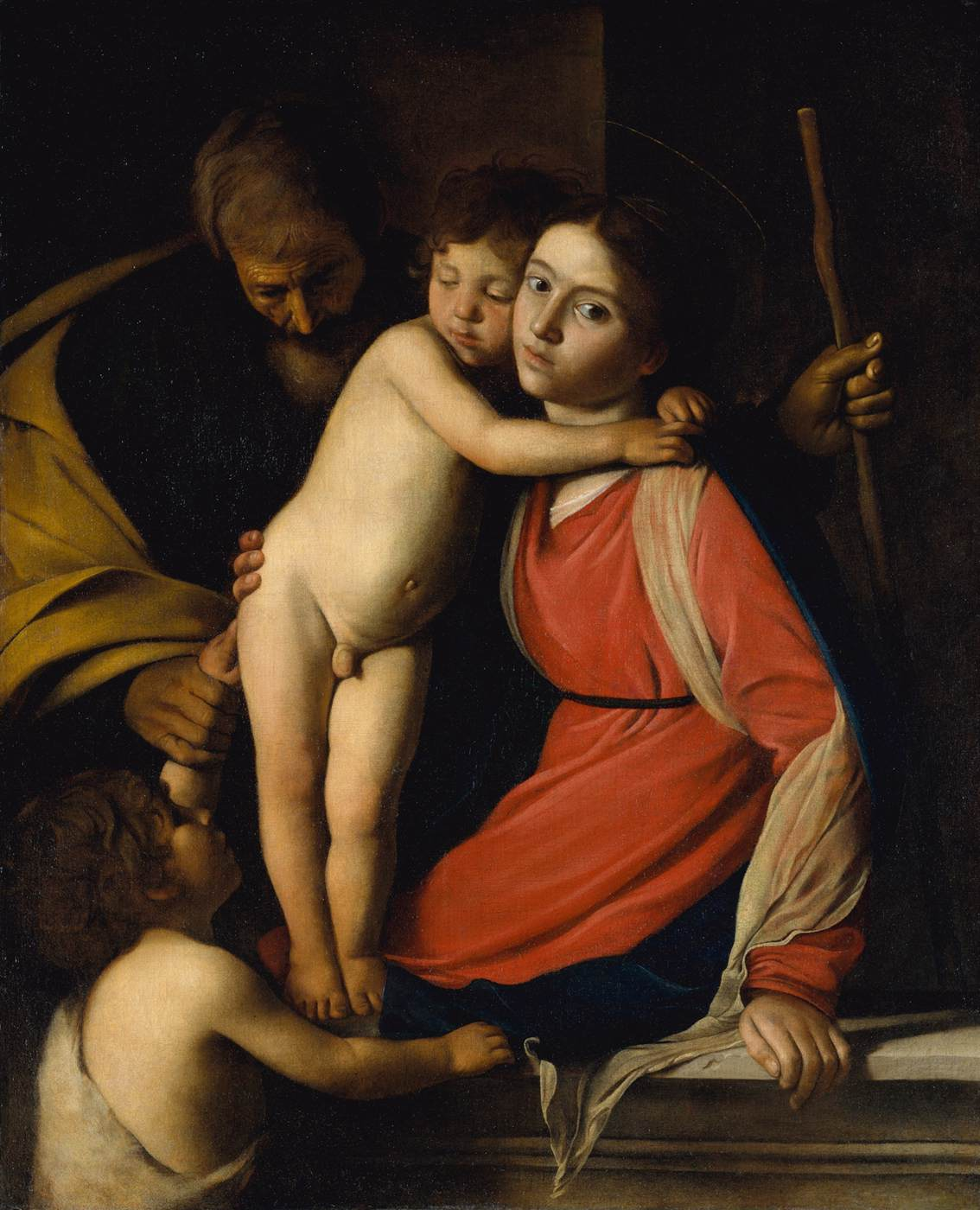
نوازش در نقاشی «خانواده مقدس با نوزاد سنت جان باپتیست» اثر کاراواجو

نوازش برای رشد اعتمادساز کودک و بخش مهمی از پیوند موفق بین والدین و کودک ضروری است. در قلمرو حیوانات، با نظافت اجتماعی، مانند لیسیدن خز حیوان جوان، مطابقت دارد.
نوازش می‌تواند ابراز محبت بین والدین و فرزندان یا بین انسان و حیوانات اهلی باشد. گاهی اوقات افراد حتی اشیای بی جانی که برایشان عزیز است را نوازش می‌کنند.
نوازش به عنوان شکلی از صمیمیت فیزیکی بین عاشقان، ابراز عشق است.

## اهمیت لمس
حس لامسه همچنین حساسیت، احساس یا احساس به معنای توانایی موجودات زنده در درک لمس است که به عنوان محرک‌های لمسی نیز شناخته می‌شود. اساس حس لامسه بخش مکانیکی حساسیت سطح است. ادراک نسبتاً غیرفعال از طریق حس لامسه (لاتین tactus) را لمسی (ادراک لمسی) و احساس فعال لامسه را لمسی (درک لمسی) می‌نامند.
حس لامسه در انسان به عنوان حس اول از ماه دوم بارداری رشد جنینی در رحم رشد می‌کند. حواس دیگر مانند شنوایی (ادراک شنیداری) و دیدن (ادراک بصری) بسیار دیرتر رشد می‌کنند. در بدو تولد، کودک شروع به احساس تفاوت دما، هوای خشک و حرکت از جانب مراقبین می‌کند. این حس لامسه به ویژه در لب‌ها، زبان و نوک انگشتان مشخص می‌شود؛ بنابراین تشخیص و طبقه‌بندی لمس اولین زبانی است که مردم یادمی‌گیرند. تمایز بین لمس کردن خود و لمس دیگران اولین قدم مهم است.
ادراک لمسی: برای درک فشار، لمس و ارتعاشات و همچنین دما عمل می‌کند. اندام حسی مسئول پوست است، یعنی گیرنده‌های لمسی، گرما و سرما. محرک‌های دریافت شده در آنجا باعث تحریک تکانه‌های محرک می‌شوند، که سپس با سرعت بالا از طریق رشته‌های عصبی لمسی از طریق نخاع به مغز برای ادراک خارجی منتقل می‌شوند تا بتوانند در صورت بروز خطر قریب‌الوقوع واکنش نشان دهند. .
علاوه بر رشته‌های عصبی لمسی برای انتقال درد، فشار، ارتعاش و محرک‌های دما، رشته‌های لمسی C واقع در پوست نیز از دهه ۱۹۹۰ شناخته شده‌اند که هنگام تحریک و فقط برای حس کردن، اطلاعات را به آرامی به مغز منتقل می‌کنند. لمس نرم و لطیف تعیین‌کننده است. بنابراین پوست باید به عنوان یک عضو اجتماعی در نظر گرفته شود.
پس از ورود محرک لمسی به مغز، بسته به انتظارات خود فرد و محیط (زمینه) مربوطه ارزیابی می‌شود و سپس در صورت لزوم، خوشایند یا ناخوشایند تلقی می‌شود. لمس فیزیکی، چه حساس و چه غیر حساس، توسط یک فرد کاملاً ناشناخته یا حتی طرد شده یا چنین حیوانی معمولاً ناخوشایند تلقی می‌شود و شخصی که لمس می‌شود بلافاصله افزایش میل به فاصله را احساس می‌کند. این واکنش روانی که در ذاتی همه افراد سالم و در نتیجه طبیعی است، در خدمت محافظت از خود است.

## اثر عصبی فیزیولوژیکی
اهمیت نوازش و تأثیر آن بر عملکرد مغز توسط زیست‌شناس دانشگاه مونترال، مایکل جی مینی در آزمایشات حیوانی نشان داده شد. این فرض که این شکل از لمس هیپوکامپ را تقویت می‌کند و همچنین آن را به نشانگر استرس کورتیزول حساس می‌کند برای مدت طولانی وجود داشته‌است. با نوازش کودک یا در مورد حیوان با نظافت و لیسیدن حیوانات جوان، یک ترکیب شیمیایی خاص در ارگانیسم سر جدا می‌شود (دمیلتیل می‌شود) که بدون این مراقبت بسته می‌ماند. ترکیب بدون کلاهک اکنون فرصتی برای واکنش‌های شیمیایی جدید دارد که آن را در برابر استرس تثبیت می‌کند.
تحقیقات اخیر توسط ربکا بومر، فرانسیس مک گلون و همکاران: نشان داده‌است که در سطح عصبی، نورون‌های متقابل اتصال در شاخ پشتی نخاع بین رشته‌های عصبی آهسته لمسی C و رشته‌های عصبی سریع لمسی مسئول انتقال محرک‌های فشار، ارتعاش و دما هستند؛ بنابراین، با انتقال همزمان سیگنال در هر دو رشته عصبی مختلف، انتقال درد به عنوان مثال در جهت مغز می‌تواند به تدریج ضعیف شود. بلافاصله پس از آسیب، الیاف لمسی، محرک درد را با سرعت بالا به مغز منتقل می‌کنند تا در صورت لزوم، بدن بلافاصله اقدامات لازم را برای جلوگیری از خطر آغاز کند. با این حال، اگر الیاف C لمسی که پذیرای این نوع لمس هستند، پس از وقوع آسیب با لمس‌های ملایم و حساس بر روی پوست اطراف آسیب تحریک شوند، این محرک ابتدا با انتقال آهسته به نخاع می‌رسد و در آنجا به نخاع می‌رسد. از یک طرف به طور مستقل از طریق نورون‌های داخلی در این سطح، انتقال درد فیبرهای لمسی می‌تواند ضعیف شود. با این حال، بخش دیگری از محرک لمسی نیز از نخاع وارد مغز می‌شود، جایی که ارزیابی محرک لمسی انجام می‌شود. اگر این ارزیابی مثبت باشد، مغز سیگنال‌هایی را در جهت مخالف به نورون‌های درون نخاع می‌فرستد که این سیگنال‌های برگشتی را نیز دریافت می‌کنند و سپس می‌توانند سیگنال‌های درد را از رشته‌های لمسی به‌طور فزاینده‌ای ضعیف کنند. این تنظیم عصبی به این معنی است که، برای مثال، پس از یک آسیب پوستی کوچک در یک کودک، دمیدن در محل آسیب ویا نوازش ملایم و حساس در نواحی پوست نزدیک به آسیب (" درمان، شفا دادن به پوست"/Gänsje ... ") نه تنها در سطح روانشناختی اهدایی آرامش بخش است، بلکه حتی می‌تواند احساس درد در فرد آسیب دیده را در سطح عصبی کاهش دهد.

## نوازش در درمان با کمک حیوانات
مطالعات طولانی مدت نشان می‌دهد که تماس فیزیکی با حیوانات خانگی باعث آرامش نبض و کاهش فشار خون می‌شود. اعتقاد بر این است که پرخاشگری و استرس در این فرایند کاهش می‌یابد. درمان با کمک حیوانات از این تأثیر مثبت حیوانات بر روی افراد استفاده می‌کند.

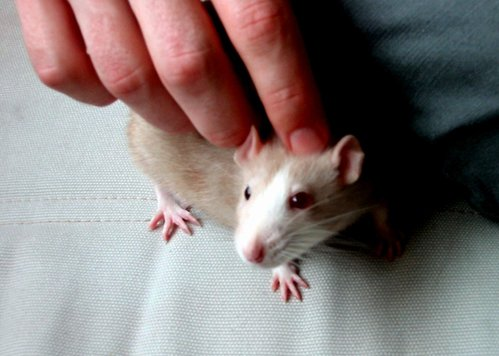
نوازش موش
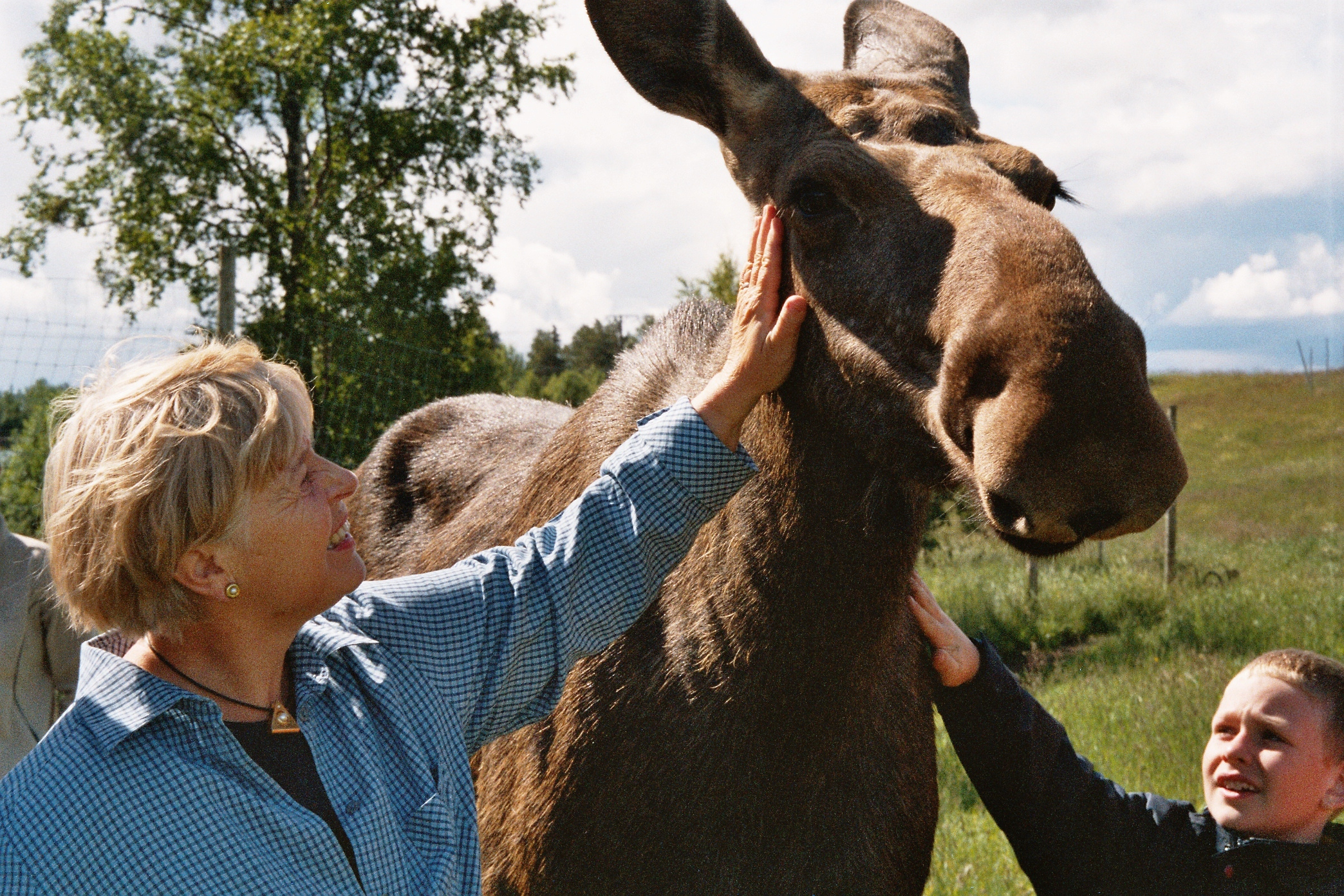
یک گوزن اهلی را در باغ وحش حیوان خانگی کنید
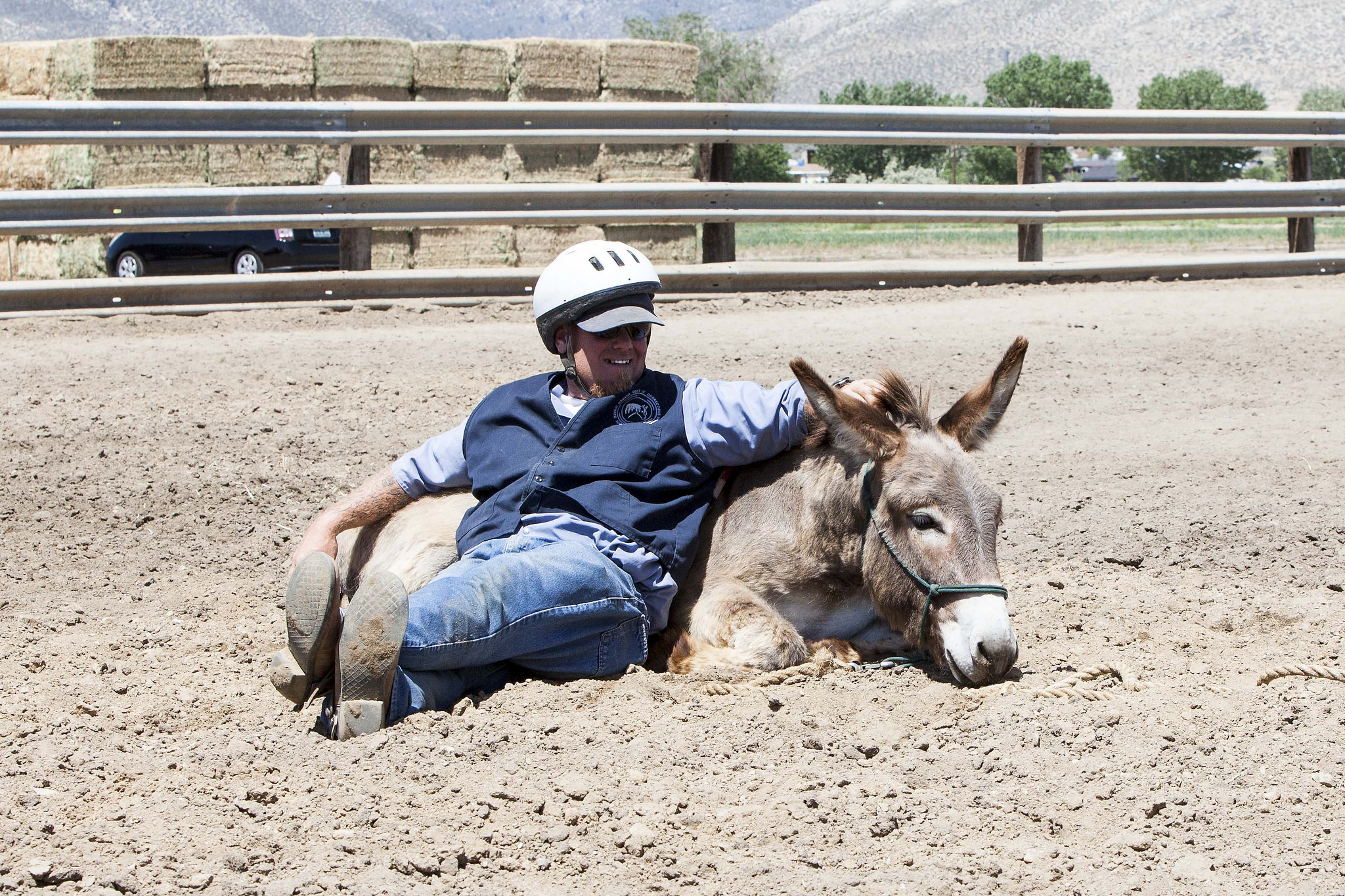
نوازش الاغ برای آرامش و آرامش در کانون اصلاح و تربیت
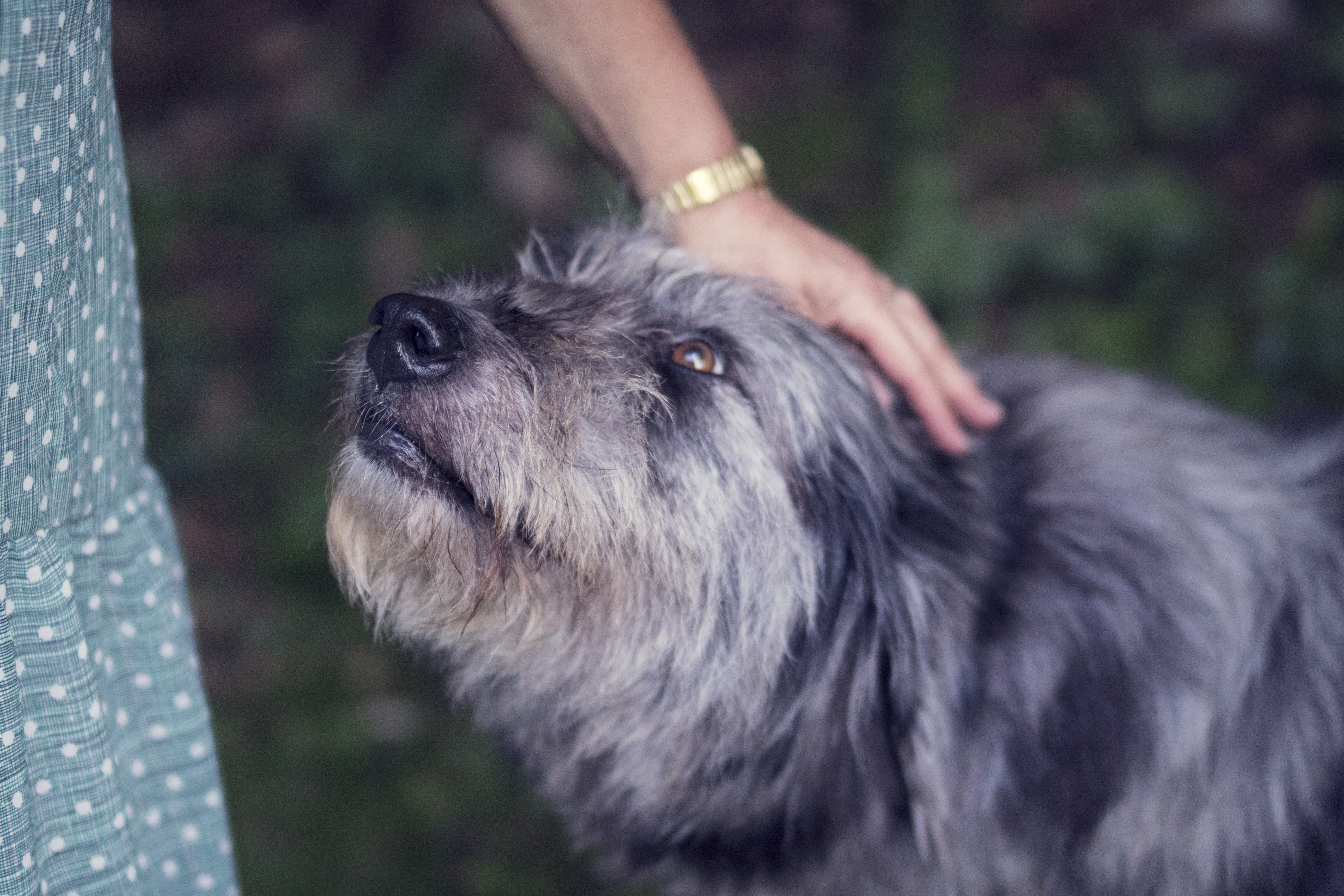
نوازش سگ

- همچنین ببینید: باغ وحش نوازش کردن

## نوازش در تحلیل تراکنش
در تحلیل تراکنشی، نوازش معمولاً زمانی استفاده می‌شود که شخصی به دیگری اهمیت می‌دهد و نسبت به آن محبت نشان می‌دهد. با این حال، در اینجا، این اصطلاح معمولاً در معنای مجازی (غیر فیزیکی) به عنوان توجه ذهنی ("نوازش") معنی می‌شود.

## تاریخچه
درقرن سیزدهم امپراتور فردریک دوم یک آزمایش بی رحمانه انسانی انجام داد. به دستور او، بچه‌های کوچک فقط توسط پرستارها تمیز می‌شدند و به آنها غذا می‌دادند، اما با آنها صحبت نمی‌شد یا به آنها توجه فیزیکی مانند نوازش نمی‌شد. به دلیل عدم توجه انسان، بچه‌ها زود فوت کردند. این توسط سالیمبن فرانسیسکن از پارما در یکی از هفت وقایع نگاری خود مستند شده‌است.
روان‌پزشک آمریکایی سیمور لوین در سال ۱۹۵۷ با توجه ویژه به موش‌ها به مدت ۱۵ دقیقه در روز از طریق اصطلاحاً «هندلینگ» روی موش‌ها آزمایش کرد: او حیوانات جوان را از لانه بیرون آورد و آنها را نوازش کرد. در نتیجه، حیوانات بالغ رفتار آرام‌تر و تولید هورمون‌های استرس کمتری در مقایسه با حیواناتی که نوازش نشده بودند نشان دادند. همچنین، انحطاط معمول مغز موش، که مشابه بیماری آلزایمر انسان است، در موش‌های نوازش شده مشاهده نشد.

## ادبیات
- آنگرت فرانک، آنی میوسن: نوازش، احساس، اعتماد به نفس: ماساژ، بازی‌های ادراک و تعامل، داستان‌های آرامش بخش و تمرینات تنفسی برای ارتقای آگاهی بدن. ۳. نسخه، Ökotopia Verlag, Münster 2003، ISBN 3-936286-29-9.
- ماریانا فون مور، لوئیز پی کرش، آیکاترینی فتوپولو: عملکرد آرامش بخش لمس: لمس عاطفی احساس طرد اجتماعی را کاهش می‌دهد. در: گزارش‌های علمی. ۱۳۹۶، دوره ۷، شماره مقاله ۱۳۵۱۶، doi:10.1038/s41598-017-13355-7.
- مارتین گرونوالد: هپتیک: دسترسی فیزیکی و ملموس انسان به جهان و خودش. در: توماس اچ. اشمیتز (ویرایش) چیزهای ابزار اندیشی (= فرهنگ و نظریه رسانه.). چاپ اول، رونوشت Verlag, Bielefeld 2012، ISBN 978-3-8376-2107-5، صفحات 95-125 (متن کامل به صورت PDF).
- Martin Grunwald: Homo Hapticus - چرا ما نمی‌توانیم بدون سیستم حسی لامسه زندگی کنیم؟ در: جادوی لمس ۳۷. دیالوگ‌های گلدگر (مجموعه مقالات کنفرانس)، 1. Edition, Kulturverein Schloss Goldegg, Goldegg 2018, pp. 29-40, ISBN 978-3-901152-38-2.
- مارتین گرونوالد: سیستم حسی لامسه به عنوان پیش نیاز برای بازنمایی جسمانی خود. در: Museum Tinguely (بازل): Prière de toucher – حس لامسه در هنر – سمپوزیوم میان رشته‌ای. ناشر کتابخانه استان، بازل ۲۰۱۶، ISBN 978-3-99028-642-5، صص ۱۶۳–۱۷۱.
- ایلکا کوهلر: داستان‌های ماساژ برای کودکان، ۳. نسخه، انتشارات کتاب Kempen (BVK), Kempen 2012، ISBN 978-3-86740-234-7.
- رولف دگن: استرس کمتر از طریق نوازش . در: Berliner Zeitung . از ۲۴ سپتامبر ۱۹۹۷، آخرین بازدید در ۲۰. ژانویه ۲۰۲۱.
- Håkan Olausson: آوران‌های لمسی غیرمیلینه شده، سیگنال تماس و فرافکنی به قشر منزوی می‌دهند. در: علوم اعصاب طبیعت . ۲۰۰۲، جلد ۵، صفحات ۹۰۰–۹۰۴/ انتشار آنلاین: ۲۹ جولای ۲۰۰۲، doi:10.1038/nn896.
- هلن پیرسون: نوازش عصب را لمس می‌کند. ضربات نرم احساسات را برمی‌انگیزد. در: طبیعت. انتشار آنلاین در ۲۹ جولای ۲۰۰۲، doi:10.1038/news020722-12.

## لینک‌های وب
- فرانزیسکا ولفهایم: روانشناسی - قدرت لطافت - چگونه لمس کردن ما را قوی می‌کند. در: stern.de از ۲۱. سپتامبر ۲۰۱۸; آخرین بازدید در ۲۰. ژانویه ۲۰۲۱.
- والتر اشمیت: روانشناسی لمس - قدرت دست‌ها. در: stuttgarter-nachrichten.de. از ۲۶. اردیبهشت ۱۳۹۴; آخرین بازدید در ۲۰. ژانویه ۲۰۲۱.
- Lajos Schöne: چرا پوست به نرمی زیادی نیاز دارد؟ در: welt.de از ۱۱. آوریل ۲۰۱۶; آخرین بازدید در ۲۰. ژانویه ۲۰۲۱.
- Annika Sartor: Psychology - چرا لمس زیر پوست ما می‌رود؟ از GEOlino. شماره ۰۴/۲۰۱۸: اتحاد خانواده. در: geo.de از ۲۰۱۸؛ آخرین بازدید در ۲۰. ژانویه ۲۰۲۱.
- یورگ زیتلاو: نوازش‌های آرامش بخش - نوازش خوب است - مثلاً وقتی طرد شده‌اید. در: psychologie-heute.de از ۱۰. ژانویه ۲۰۱۸; ; آخرین بازدید در ۲۰. ژانویه ۲۰۲۱.